# 舊三井銀行小樽支店
舊三井銀行小樽支店（日语：きゅうみついぎんこうおたるしてん）是位於日本北海道小樽市的一座歷史建築。舊三井銀行小樽支店竣工於1927年，設計者是曾禰中條建築事務所。自竣工以來，舊三井銀行小樽支店曾長期用來作為銀行分行使用，但在2002年關閉。現在舊三井銀行小樽支店為石屋製菓所有。